# Église Santa Maria delle Grazie alle Fornaci
L'église Santa Maria delle Grazie alle Fornaci est une église de Rome, dans le district Aurelio, sur la place homonyme.

## Histoire
Le nom de cette église, littéralement "Sainte Marie des Grâces aux briqueteries", provient des fabriques de briques et des matériaux antiques de terre cuite présents dans la zone. L'église primitive remonte au XVe siècle, mais a été reconstruite à la fin du XVIIe siècle. En 1720 Filippo Raguzzini a ajouté la façade baroque, et c'est seulement en 1950 qu'a été ajouté le campanile avec son aspect du XVIIIe siècle.

## Description
L'intérieur a une seule nef en croix grecque, avec deux autels latéraux et l'autel principal. On y trouve l'image vénérée de Notre-Dame de Grâces, peinte par Gilles Halet et couronnée en 1956. L'intérieur conserve d'autres œuvres de peintres du XVIIIe siècle, comme Giovanni Battista Maini, Francesco Scaramucci, Francesco Fusi, Giuseppe Bartolomeo Chiari, Pietro Bianchi.

L'église est siège paroissial, érigé par le cardinal-vicaire Giacinto Placido Zurla le 15 juillet 1828. Depuis 1985 elle porte le titre cardinalice de “Santa Maria delle Grazie alle Fornaci fuori Porta Cavalleggeri”.

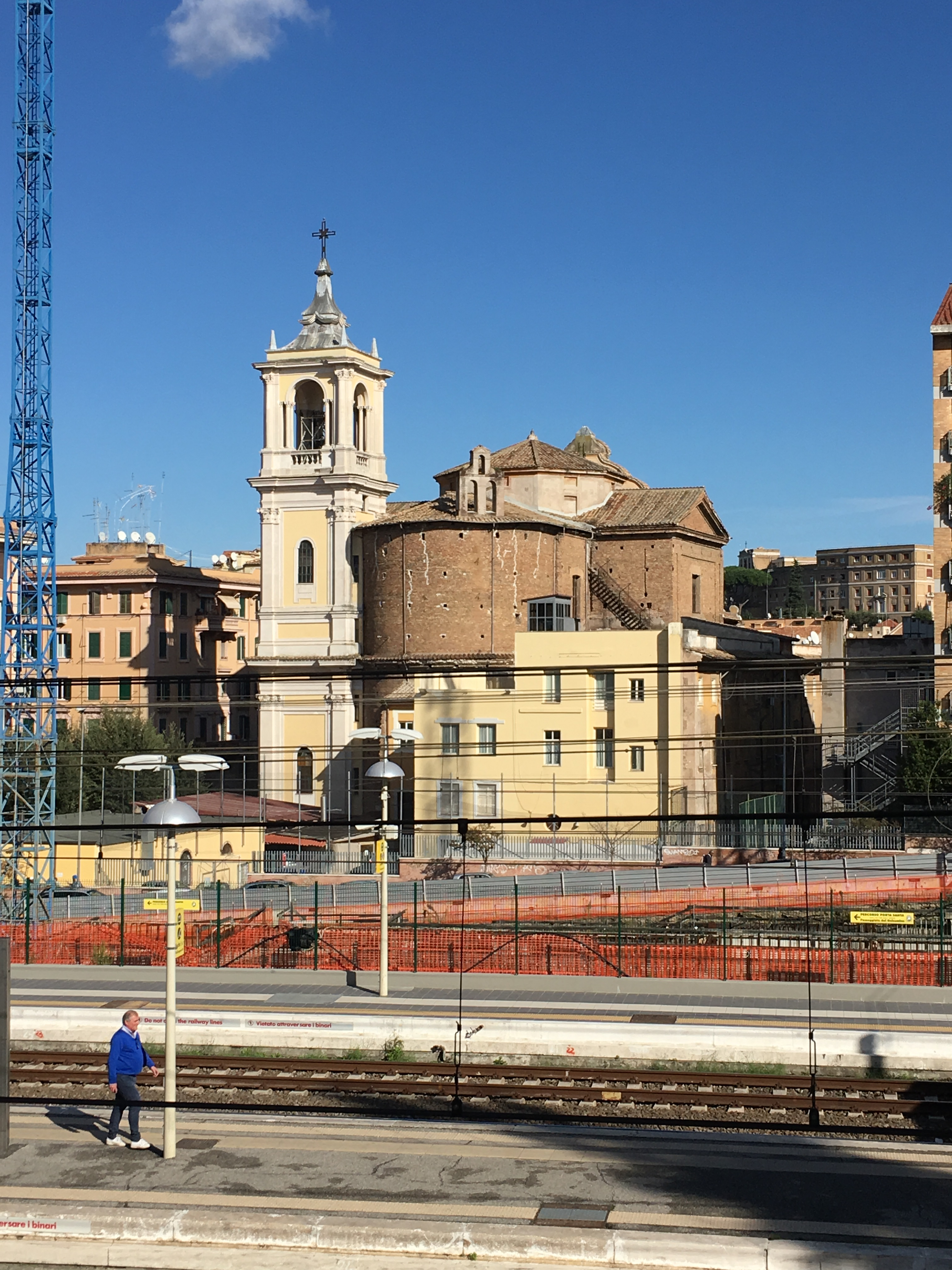
L'arrière de l'église et son campanile, vue de la Stazione San Pietro
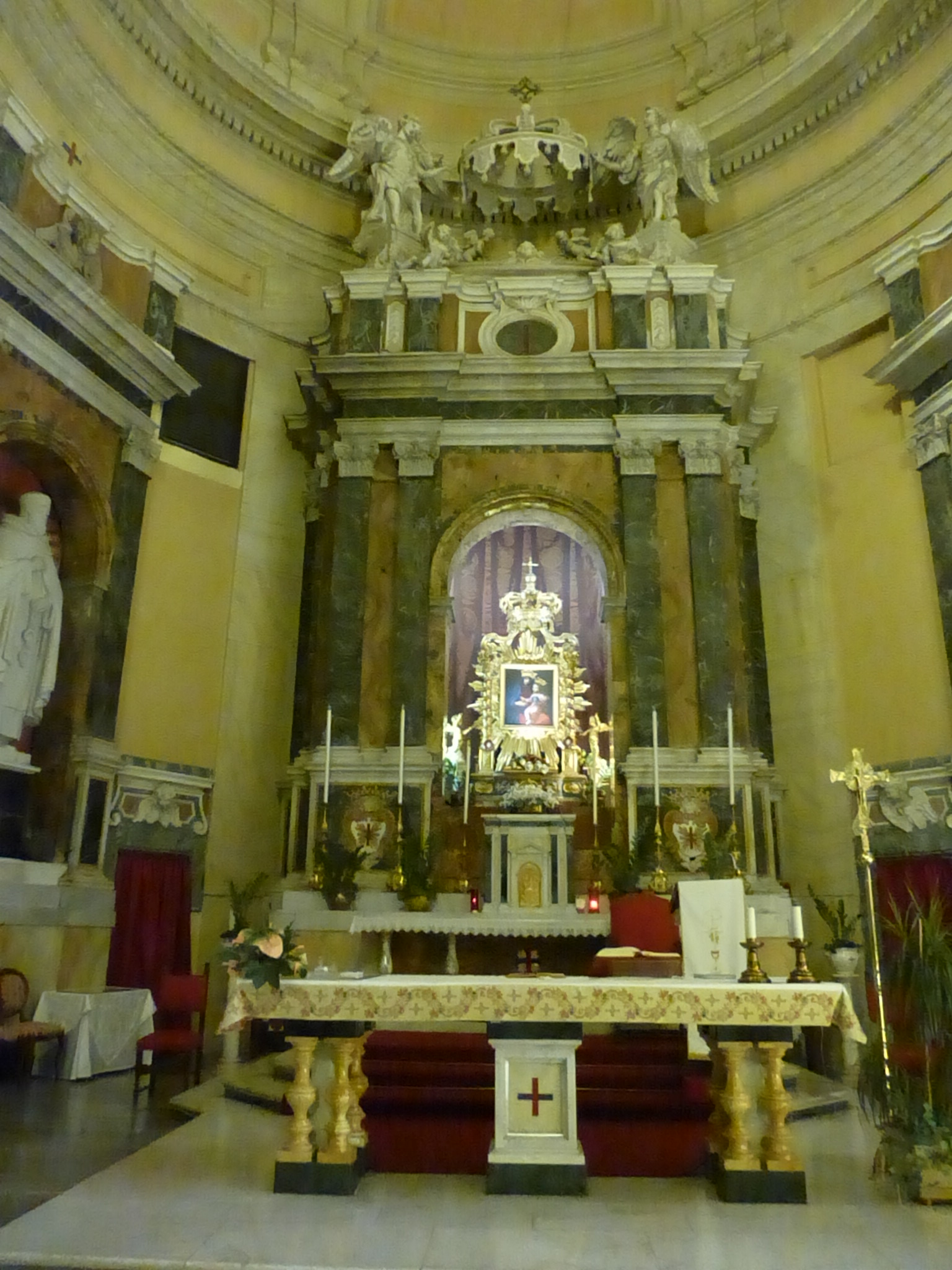
Autel principal
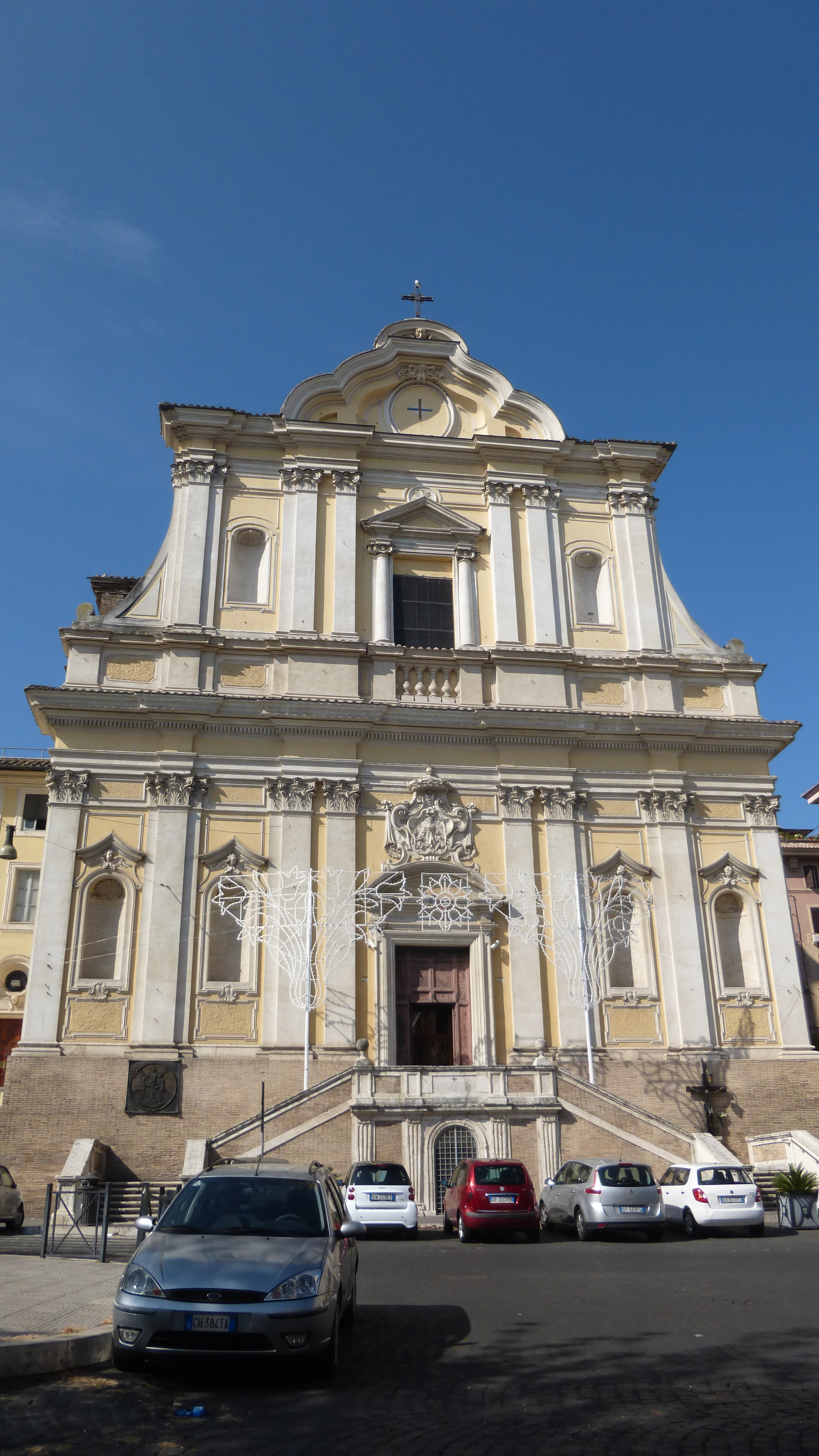
Façade baroque, et sa rampe d'accès
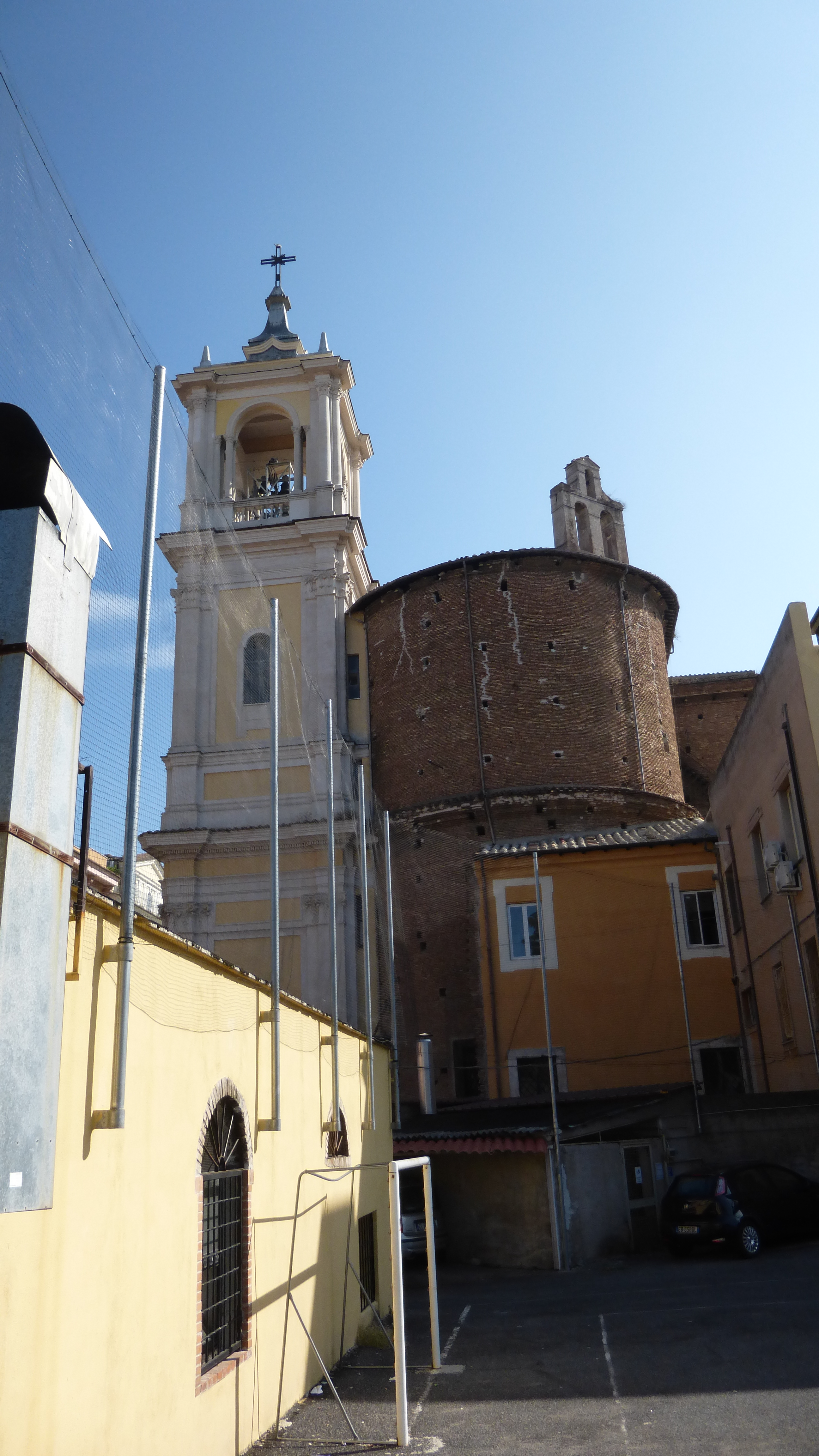
Abside et clocher

## Autres projets
- Liste des églises de Rome